# Файенц, Антонио
Антонио Файенц (итал. Antonio Fayenz, 2 ноября 1899, Падуя — 16 августа 1980, Падуя) — итальянский футболист, играл на позиции полузащитника.
Большую часть карьеры провёл в клубе «Падова», а также сыграл четыре матча за национальную сборную Италии.

## Клубная карьера
Родился 2 ноября 1899 года в городе Падуя. Воспитанник футбольной школы клуба «Падова». Взрослую футбольную карьеру начал в 1919 году в основной команде того же клуба, в которой провёл одиннадцать сезонов, приняв участие в 174 матчах чемпионата.
Завершил профессиональную игровую карьеру в клубе «Бассано», за который выступал в течение 1930—1931 годов.

## Выступления за сборную
В составе сборной был участником футбольного турнира на Олимпийских играх 1924 года в Париже, но на поле не выходил.
В 1925 году дебютировал в официальных матчах в составе национальной сборной Италии. В течение карьеры в национальной команде, которая длилась 2 года, провёл в форме главной команды страны 4 матча.
Умер 16 августа 1980 года на 81-м году жизни в городе Падуя.

## Ссылка
- Статистика выступлений за сборную на сайте Федерации футбола Италии. (итал.)
- Антонио Файенц на сайте National-Football-Teams.com  (англ.)